# Yuji Okumoto
Yuji Don Okumoto (jap. ユウジ・ドン・オクモト) (ur. 20 kwietnia 1959 w Los Angeles) – amerykański aktor japońskiego pochodzenia, wystąpił między innymi w roli Chozena Toguchiego w filmie Karate Kid II i w serialu Cobra Kai.

## Życiorys
Urodził się i wychował w Los Angeles w amerykańsko-japońskiej rodzinie. Po ukończeniu Hollywood High School rozpoczął studia na Cal State University w Fullerton, gdzie zainteresował się aktorstwem. Początkowo występował w sztukach teatralnych, a następnie w produkcjach telewizyjnych. Pierwszą większą rolę zagrał w 1986 roku w filmie The Check Is in the Mail... z Brianem Dennehym i Anne Archer. Później występował w komediowych produkcjach dla nastolatków, takich jak: Prawdziwy geniusz, czy Lepiej umrzeć. Największą rozpoznawalność przyniósł mu jednak film Karate Kid II, w którym wcielił się w postać Chozena Toguchiego. W 2008 roku wyprodukował krótkometrażowy film Katana, do którego napisał scenariusz i w którym zagrał.
Obecnie mieszka w Seattle, gdzie wspólnie z żoną Angie prowadzi restaurację „Kona Kitchen/Yuji Lounge”.

## Filmografia

### Filmy
- 1985: Crime Killer jako wietnamski żołnierz
- 1985: Prawdziwy geniusz (Real Genius) jako Fenton
- 1985: Lepiej umrzeć (Better Off Dead) jako Yee Sook Ree
- 1986: The Check Is in the Mail... jako Bellboy
- 1986: Karate Kid II (The Karate Kid, Part II) jako Chozen Toguchi
- 1988: Hawajskie wakacje (Aloha Summer) jako Kenzo Konishi
- 1989: Samotny w obliczu prawa (True Believer) jako Shu Kai Kim
- 1990: Zabójstwo w raju (Murder in Paradise)
- 1990: Only One Survived jako Peter Fujko
- 1992: Nemezis  jako Yoshiro Han
- 1993: Goście cesarza (Silent Cries) jako Mickey (niewymieniony w napisach)
- 1993: Wojny robotów (Robot Wars) jako Chou-Sing
- 1993: Rozgniatacz mózgów (Brainsmasher... A Love Story) jako Wu
- 1993: Amerykański yakuza (American Yakuza) jako Kazuo
- 1994: Krwawa pięść V: Na celowniku (Bloodfist V: Human Target) jako Tommy
- 1994: Niebieski tygrys (Blue Tiger) jako porucznik Sakagami
- 1994: Morderstwo w Beverly Hills (Menendez: A Killing in Beverly Hills) jako Lester Kuriyama
- 1994: Zabójca jakuzów (Red Sun Rising) jako Yuji
- 1995: Okrutne prawo (Hard Justice) jako Jimmy Wong
- 1997: Wybuch (Blast) jako agent FBI
- 1997: Ostra broń (Mean Guns) jako Hoss
- 1997: Kontakt (Contact) jako elektryk
- 1997: Gra (The Game) jako menedżer w hotelu „Nikko”
- 1998: Sorcerers jako sekretarz
- 1998: Truman Show (The Truman Show) jako członek japońskiej rodziny
- 1999: Johnny Tsunami jako Pete
- 2000: Forteca 2 (Fortress 2: Re-Entry) jako Sato
- 2000: Baza II (Guilty as Charged) jako Davis
- 2000: Pamiętny kwiecień (I’ll Remember April) jako Matsuo Yomma
- 2001: Pearl Harbor jako japoński pilot
- 2001: Terrorysta (Ticker) jako konsul
- 2001: A Kitty Bobo Show jako Graffiti
- 2003: Wspólnicy (Partners) jako Jednooki
- 2005: Kruk 4 (The Crow: Wicked Prayer) jako Pestilence
- 2006: Big Momma’s House 2 jako Parsons
- 2006: Tylko dla odważnych (Only the Brave) jako sierżant Yukio „Yuk” Nakajo
- 2006: Decydująca gra (End Game) jako doktor Lee
- 2007: Johnny Kapahala: Z powrotem na fali (Johnny Kapahala: Back on Board) jako Pete
- 2008: Maska ninja (Mask of the Ninja) jako Nakano
- 2010: Incepcja (Inception) jako pomocnik Saito
- 2015: Beta Test jako chirurg

### Seriale
- 1986: T.J.Hooker jako oficer Howie Kalanuma
- 1987: Simon & Simon jako Masaki
- 1988: Hunter jako Jimmy
- 1990: Rozmowy po północy (Midnight Caller) jako Lee Minh
- 1990: American Playhouse jako Teruo Kuroda
- 1991–1993: Knots Landing jako Art Nam
- 1995: Nowe przygody Supermana (Lois & Clark: The New Adventures of Superman) jako Chen Chow
- 1995: Vanishing Son
- 1995: Napisała: Morderstwo (Murder, She Wrote) jako Kim Huan
- 1996: Więzy krwi (Kindred: The Embraced) jako porucznik Kwan
- 1996: Superman jako strażnik
- 1996: Strażnik Teksasu (Walker, Texas Ranger) jako Chang
- 1997: Players jako pan Hayashi
- 1998: Gliniarz z dżungli (The Sentinel) jako Lo
- 1998: JAG – Wojskowe Biuro Śledcze (JAG) jako Jiro Kitamura
- 1999: Ja się zastrzelę (Just Shoot Me!) jako Kevin Tanaka
- 2000: Stan wyjątkowy (Martial Law) jako pan Strinc
- 2001: Max Steel
- 2001: Bez pardonu (The District) jako oficer
- 2001: V.I.P. jako Morton Zhou
- 2007: Jednostka (The Unit) jako pan Michael
- 2008: Heroes and Villains jako Naomasa Ii
- 2009: Katana jako Kenji
- 2009: Kości (Bones) jako Bruce Takedo
- 2011: Agenci NCIS: Los Angeles (NCIS: Los Angeles) jako Akio Tanaka
- 2012: Mentalista (The Mentalist) jako pan Liu
- 2012: MotherLover jako Ron Seong
- 2013: Grimm jako szeryf Gaffen
- 2014: Z Nation jako Bernt
- 2021: Cobra Kai jako Chozen Toguchi